# Emerson, Lake and Palmer (álbum)
Emerson, Lake and Palmer é o álbum de estreia do trio de rock progressivo, Emerson, Lake & Palmer lançado em 1970. Contém um dos maiores sucessos, a canção "Lucky Man". O solo de sintetizador ao final desta faixa é considerado um marco divisor de águas na história da música eletrônica devido a sua sonoridade inédita para a época. A faixa "Knife-edge" é uma composição com elementos derivados a partir da "Sinfonietta" do compositor Leoš Janáček e da "Suíte francesa no. 1" de Johann Sebastian Bach, tal procedimento (compor uma canção de rock a partir de obras de música erudita) foi recorrente ao longo de toda a carreira do trio.

## Faixas

### Lado A
1. "The Barbarian (Emerson-Lake-Palmer) - 4:27
2. "Take A Pebble (Lake) - 12:32
3. "Knife-Edge (Emerson-Lake-Palmer) - 5:04

### Lado B
1. "The Three Fates (Emerson) - 7:46
  - "Clotho" - Royal Festival Hall Organ
  - "Lachesis" - Piano Solo
  - "Atropos" - Piano Trio
2. "Tank (Emerson-Palmer) - 6:49
3. "Lucky Man (Lake) - 4:36

## Recepção e crítica
| Críticas profissionais | Críticas profissionais |
| Avaliações da crítica  | Avaliações da crítica  |
| Fonte                  | Avaliação              |
| ---------------------- | ---------------------- |
| Allmusic               | [ 3 ]                  |
| Robert Christgau       | (C)                    |

O crítico do site Allmusic.com, Bruce Eder, deu 4.5 estrelas (de 5) para o álbum, considerando-o "ambicioso, cheio de vida e quase inteiramente bem sucedido". Robert Christgau deu nota "C".

## Músicos
- Keith Emerson - órgão Hammond, piano, clavinet, órgão do Royal Festival Hall, sintetizador Moog
- Greg Lake, baixo, guitarras, vocais
- Carl Palmer, batería, percussão